# IC 1257
IC 1257 – gromada kulista znajdująca się w odległości około 81,5 tys. lat świetlnych od Ziemi w kierunku konstelacji Wężownika. Została odkryta 7 lipca 1890 roku przez Rudolfa Spitalera.
Gromada IC 1257 przez długi czas była uważana za gromadę otwartą. R. Burnham Jr. zauważył jednak, że ta klasyfikacja może być niepewna. Ostatecznie William E. Harris z zespołem sklasyfikował IC 1257 jako gromadę kulistą Drogi Mlecznej dopiero w 1997 roku. Jako gromada kulista została zidentyfikowana na podstawie diagramu kolorów i wielkości gwiazdowych, który ujawnił jej charakter. IC 1257 znajduje się w odległości około 58,4 tys. lat świetlnych od centrum Galaktyki, a przybliża się w kierunku Słońca z prędkością około 140 km/s.